# Lepaterique (kommun)
Lepaterique är en kommun i Honduras.   Den ligger i departementet Departamento de Francisco Morazán, i den sydvästra delen av landet, 40 km väster om huvudstaden Tegucigalpa. Antalet invånare är 13 411. Arean är 541 kvadratkilometer.
Terrängen i Lepaterique är kuperad åt sydost, men åt nordväst är den bergig.